# 22519 Gerardklein
22519 Gerardklein este o planetă minoră (asteroid) din centura de asteroizi. A fost descoperită pe 2 martie 1998 la observatoire de la Côte d'Azur⁠(d) de OCA-DLR Asteroid Survey⁠(d) și a fost numită după Gérard Klein⁠(d). 
Obiectul prezintă o orbită caracterizată de o semiaxă mare de 2,3473339 UAi, o excentricitate de 0,12, o înclinație de 3,49231 ° în raport cu ecliptica.